# Vasilis Torosidis
Vasilis Torosidis (Græsk: Βασίλης Τοροσίδης) (født 10. juni 1985 i Xanthi, Grækenland) er en græsk fodboldspiller, der spiller som back eller alternativt midtbanespiller i den italienske Serie A-klub Bologna. Tidligere har han repræsenteret Skoda Xanthi i sin fødeby samt Olympiakos og AS Roma.
Med Olympiakos har Torosidis været med til at vinde tre græske mesterskaber og to pokaltitler.

## Landshold
Torosidis står (pr. april 2018) noteret for 96 kampe og 10 scoringer for Grækenlands landshold, som han debuterede for i 2007. Han var en del af den græske trup til både EM i 2008 og VM i 2010. Ved sidstnævnte scorede han sejrsmålet i 2-1 sejren over Nigeria, der gav grækerne deres første sejr i VM-sammenhæng nogensinde.